# Hahnia crozetensis
Hahnia crozetensis là một loài nhện trong họ Hahniidae.
Loài này thuộc chi Hahnia. Hahnia crozetensis được Vernon Victor Hickman miêu tả năm 1939.